# 佩拉约
佩拉約（西班牙語：Pelayo，約685年—737年）是西哥德的貴族，他建立了阿斯圖里亞斯王國，從718年開始統治直到去世。他在科瓦東加戰役的勝利，被視為「收復失地運動」的起點，基督徒從摩爾人手中收復伊比利半島，從他建立獨立的基督教國家對抗摩爾人政權開始，但是並沒有強力的證據證明他的目的是復興過去的西哥德王國或者只是因為任何宗教渴望的刺激。
佩拉約一生的經歷和他的統治生涯事蹟，主要出現在兩份九世紀晚期完成於他的王國的拉丁語史書。較早的是《阿爾貝丹西亞編年史》，881年完成於阿爾貝達，保存於《比希拉努斯法典》附有寫到976年的續篇。較晚的是《阿方索三世編年史》，修訂於十世紀早期，現存有兩種版本，稱為《羅騰西斯編年史》（Chronica Rotensis）以及《賽巴斯提安編年史》（Chronica ad Sebastianum），兩種版本在數個關鍵段落的內容不同。這些早期編年史的資料中唯一可信的只有在位年表可以從中得知。
佩拉約是西哥德的貴族，法維拉（Favila，又譯作“法比拉”）的兒子。《阿爾貝丹西亞編年史》中稱這位法維拉是一位加亞艾西亞（今日的加利西亞）的公爵（dux），後來被維提薩殺害。《阿方索三世編年史》稱佩拉約是欽達史賓托的一個孫子，並提到他的父親在科爾多瓦瞎了眼，同時也說到維提薩的煽動。維提薩也被提到在托萊多放逐佩拉約，在他702年取得王位之後。然而這些的一切是後來的傳說。
根據後來的傳說，柏柏人在「伊爾希翁尼」（Iegione，包含希洪或者莱昂）的統治者姆努薩對佩拉約的妹妹產生興趣，並傳話給塔里克·伊本·齊亞德，命令他俘虜佩拉約並將他帶到哥多華。就姆努薩的勢力在希洪或者莱昂這點而言，足以顯現阿拉伯人已經在阿斯圖里亞斯地區建立完整的統治，而因此佩拉約並非面對阿拉伯征服的本土反抗勢力領導者。更確切的說，佩拉約可能和阿拉伯精英做了協商，因此他才被允許用早先西哥德的方式統治當地，這樣的情況之前也曾發生在阿拉伯統治者和西哥德貴族之間，如特奧德米爾的例子。
在某些論點認為，佩拉約曾經發起叛亂過，但是為了什麼原因無從得知，而且在西哥德時期的西班牙，地方掌權者反叛在上位者是很常見的事。阿爾卡瑪及基督徒塞維亞主教歐帕下令派一支軍隊去打壓他，阿爾卡瑪是一位將軍，塞維亞主教歐帕因為他的軍階而同意出兵。於是在科瓦東加附近（在奧瑟瓦山或是李巴那山）打了一場戰爭，阿爾卡瑪被殺，而歐帕被俘虜。摩爾人對這個事件的史料描述佩拉約及他的小批軍隊為「三十隻野驢」（thirty wild donkeys）。這場戰役通常被標記發生於718年或719年，在赫爾及薩姆赫兩位總督的統治之間，然而有些史料定位於晚至722年，而《阿爾貝丹西亞編年史》則錯將時間記錄在740年代。
在他被地方豪強依照西哥德慣例選為阿斯圖里亞斯國君（princeps，首要領導者）之後，佩拉約選定他的首都在坎加斯-德-歐尼斯，對這場推選有一段描述：
他的王國，起初以東部的阿斯圖里亞斯為中心，發展迅速。他將他的女兒艾爾梅辛達（Ermesinda）嫁給他東邊鄰國的君主坎塔布里亞的佩德羅之子阿方索一世。佩拉約在位十八或十九年直到737年他去世，他的兒子法維拉繼承他的王位。 他最初埋葬在阿巴米亞的聖塔尤拉利亞教堂，位於坎加斯-德-歐尼斯附近的村莊科拉歐（Corao）附近。卡斯提爾的阿方索十世將他的遺體移到科瓦東加的聖窟與他的妻子高迪歐莎（Gaudiosa）及妹妹葬在一起。

### 引用
1. 1 2  Collins, The Arab Conquest of Spain, 142.
2. ↑  Gil Fernandez, Juan (编). . . Oviedo: Universidad de Oviedo. 1985: 114–149  [2011-07-25]. ISBN 846004405X. （原始内容存档于2010-04-02） （拉丁语）.
3. ↑  Gil Fernandez, Juan (编). . . Oviedo: Universidad de Oviedo. 1985: 114–149  [2011-07-25]. ISBN 846004405X. （原始内容存档于2010-04-02） （拉丁语）.
4. 1 2  Collins, The Arab Conquest of Spain, 143.
5. 1 2  Collins, The Arab Conquest of Spain, 144.
6. 1 2 3  Collins, The Arab Conquest of Spain, 145.
7. ↑  Collins, The Arab Conquest of Spain, 148.
8. 1 2  Collins, The Arab Conquest of Spain, 149.
9. ↑  "Extract from C. Sánchez Albornoz and M. Antuña's Fuentes de la historia hispano-musulmana del siglo VIII featuring a translation of an excerpt from Al Maqqari's Nafh al-Tib" （页面存档备份，存于） in the on-line Biblioteca Cervantes (Spanish)
10. ↑  Chronica Rotensis (latin original) （页面存档备份，存于）, (Gil Fernandez, Juan. "Cronicas asturianas", Oviedo, Universidad de Oviedo, 1985. pp. 151-188)
11. ↑  Collins, The Arab Conquest of Spain, 150.
12. ↑  . Foundation for Medieval Genealogy.   [2011-07-25]. （原始内容存档于2012-08-06）.